# Coptophyllum capitatum
Coptophyllum capitatum är en måreväxtart som beskrevs av Friedrich Anton Wilhelm Miquel. Coptophyllum capitatum ingår i släktet Coptophyllum och familjen måreväxter.
Artens utbredningsområde är Sumatera. Inga underarter finns listade i Catalogue of Life.